# Kadzina (rejon mohylewski)
Kadzina (biał. Кадзіна; ros. Кадино) – agromiasteczko na Białorusi, w obwodzie mohylewskim, w rejonie mohylewskim, w sielsowiecie Kadzina.